# Cyclostrofische wind
Cyclostrofische wind is de theoretische wind in een gekromd isobarenveld waarbij de corioliskracht verwaarloosd kan worden. Dit is het geval bij kleine weersystemen met sterke kromming, zoals wind- en stofhozen, maar ook aan de evenaar. De gradiëntkracht is daarbij gelijk aan de middelpuntzoekende kracht.